# Tetragnatha labialis
Tetragnatha labialis este o specie de păianjeni din genul Tetragnatha, familia Tetragnathidae, descrisă de Nicolet, 1849. Conform Catalogue of Life specia Tetragnatha labialis nu are subspecii cunoscute.